# Gabriel Bielski
Gabriel Bielski herbu Jelita (zm. przed 4 lutego 1676 roku) – cześnik chełmski w 1660 roku.
W 1666 roku był deputatem ziemi chełmskiej na Trybunał Główny Koronny w Lublinie. Był elektorem Michała Korybuta Wiśniowieckiego z ziemi chełmskiej w 1669 roku.